# Edinho (futebolista, 1970)
Edson Cholbi Nascimento, mais conhecido como Edinho Nascimento ou simplesmente Edinho (Santos, 27 de agosto de 1970), é um treinador e ex-futebolista brasileiro que atuava como goleiro.
Ele é filho de Edson Arantes do Nascimento, o Pelé.

## Carreira

### Jogador
Viveu nos Estados Unidos desde os quatro anos e acostumou-se a viajar ao Brasil apenas para passar férias. Foi jogador de futebol, atuando como goleiro. Seu pai, conhecido mundialmente como atacante e artilheiro, ressentia-se publicamente da escolha do filho. Edinho era considerado por parte da mídia um goleiro apenas mediano. Contra si havia o fato de ter começado tarde no esporte, já que passara sua infância e juventude nos Estados Unidos.
A primeira partida no Santos foi no dia 27 de fevereiro de 1991 na vitória por 1 a 0 diante da Francana em partida amistosa no estádio José Lancha Filho.
Após um período como reserva na Portuguesa Santista, voltou ao Santos no início de 1994. Sua estreia como profissional foi no dia 6 de fevereiro de 1994, num jogo contra o Santo André que o Santos perdeu por 1 a 0.
Apesar disso, foi vice-campeão brasileiro de 1995 pelo Santos jogando toda a temporada como titular; Edinho somente viria a perder o posto de goleiro titular em 1997, quando o clube contratou o veterano Zetti. Edinho jogou pelo Santos 195 partidas em períodos intercalados de 1991 a 1998 nos anos de 1992/93 apenas fez parte do elenco, não jogando nenhuma partida na equipe principal.
Também atuou na Portuguesa Santista, em 1992, no São Caetano, em 1993, e na Ponte Preta, em 1998. Anunciou o fim da carreira em junho de 1999, aos 28 anos.

### Fora dos campos
Em abril de 2015, foi anunciado como novo treinador do Mogi Mirim, estreando nessa função, pois antes atuou como assistente do Santos. Edinho estreou como treinador no dia 8 de maio de 2015 comandando o clube. O jogo que marcou sua estreia foi contra o Criciúma, no interior paulista, e terminou com vitória por 2 a 1 para os catarinenses. Foi demitido no mesmo mês, depois de quatro jogos, após duas derrotas e dois empates.
Em maio de 2016, foi apresentado como treinador do Água Santa, com contrato até o fim da Série A2 do Paulistão de 2017. Em setembro de 2016, após seis meses a frente do Água Santa, e com um aproveitamento de 64%, teve o contrato rescindido com o clube. Os motivos, segundo Edinho, foram algumas divergências na filosofia de trabalho.
Em outubro de 2016, assumiu como técnico do Clube Atlético Tricordiano, clube da cidade Natal de Pelé, em Três Corações, tendo sua passagem pelo time por apenas dois jogos, do qual, teve duas derrotas e saiu em acordo entre a diretoria e Edinho.
Trabalhou ainda na comissão técnica do Santos entre 2007 e 2015 e depois entre 2020 e 2021. No final do ano de 2020, foi anunciado como treinador da equipe sub-23 do Santos, que disputava o Brasileirão de Aspirantes. Edinho ficou no cargo até 12 de junho de 2021, quando acabou demitido pelo Peixe.
Foi contratado pelo Londrina em outubro de 2021 e comandou o sub-20 na Copa São Paulo, no Paranaense e na Copa do Brasil da categoria.
Em março de 2022, assumiu interinamente o time principal do Tubarão por 1 jogo, após a saída de Vinícius Eutropio e antes da chegada de Adilson Batista. A partir de dezembro de 2022, assumiu o clube como técnico no Campeonato Paranaense 2023.

## Polêmicas
Após o fim de sua carreira, passou a ter problemas com a justiça. Edinho foi condenado a cumprir pena de seis anos de prisão por homicídio, devido a seu envolvimento em um racha ocorrido em Santos, no início da década de 1990, que deixou um morto. A sentença, porém, acabou sendo anulada.
No dia 6 de junho de 2005, foi detido, com outras 50 pessoas, em uma operação para desmantelar uma grande quadrilha de traficantes de drogas ligada às facções criminosas Primeiro Comando da Capital (PCC) e Comando Vermelho (CV), após uma investigação de oito meses sobre o tráfico de cocaína em Santos. Em maio de 2014, foi condenado a 33 anos de prisão pelo crime de lavagem de dinheiro proveniente do tráfico de droga.
Edson entregou-se em 24 de fevereiro de 2017 às autoridades brasileiras para cumprir a pena de 12 anos e 10 meses de prisão, após a juiz confirmar a sentença da condenação. No dia 25 de setembro de 2019, obteve o direito de progredir para o regime aberto e deixar a Penitenciária II de Tremembé.